# Parastenaropodites intricatus

Parastenaropodites intricatus  (лат.) — ископаемый вид насекомых из семейства Mesorthopteridae (отряд Grylloblattida). Пермский период (Сояна, роудский ярус, Iva-Gora Beds Formation, возраст находки 268—272 млн лет), Россия, Архангельская область. Длина переднего крыла — 20,2 мм, ширина 6,0 мм. Сестринские таксоны: Parastenaropodites aquilonius, P. stirps, P. exossis, P. fluxa, P. circumhumatus, P. longiuscula, P. panneus, P. rigidus, P. vyatica. Вид был впервые описан в 2008 году российским палеоэнтомологом Д. С. Аристовым (Палеонтологический институт РАН, Москва) по ископаемым отпечаткам.